# Modtagerflex
Modtagerflex er en aftale mellem postmodtageren og Post Danmark, som giver samtykke til at postbudet må stille pakker og store breve på en postadresse.
Modtagerflex er for alle slags husstande.
Aftalen fungerer på den måde, at der på forhånd aftales et sted blandt op til ti mulige, hvor postbuddet må stille forsendelser. Husstanden får så tilsendt et klistermærke med en bogstavkode, som klistres på postkassen eller hoveddøren. Ud fra klistermærkets bogstavkode ved postbuddet, hvor forsendelserne må stilles.
Aftalen gælder ikke for rekommanderet post, værdiforsendelser, toldforsendelser eller pakker med postopkrævning, her er der krav om kvitteringen for modtagelse.
Tilmelding til Modtagerflex kan foretages på ePosthuset.
Ved tilmelding til Modtagerflex accepterer postmodtageren at påtage sig ansvaret for eventuel bortkomst eller beskadigelse af en forsendelse, efter at Post Danmark har afleveret den på det aftalte sted. Modtageren accepterer også, at afsendere af postale forsendelser har adgang til at se, at modtageren er tilmeldt Modtagerflex.